# Elias Frank
Elias Frank (ur. 15 sierpnia 1962 w Bantwal) – indyjski duchowny katolicki, biskup Asansol w latach 2023-2025, arcybiskup koadiutor kalkucki od 2025. 

## Życiorys

### Prezbiterat
Święcenia kapłańskie otrzymał 23 kwietnia 1993 i został inkardynowany do archidiecezji kalkuckiej. W 1997 został włączony do duchowieństwa nowo powstałej diecezji Asansol. Przez kilka lat pracował jako duszpasterz parafialny. W latach 2005–2006 był sędzią sądu biskupiego w Kalkucie. W 2007 został wykładowcą prawa kanonicznego na rzymskim Papieskim Uniwersytecie Urbaniana.

### Episkopat
3 lipca 2023 papież Franciszek mianował go biskupem Asansol. Sakry udzielił mu 24 sierpnia 2023 arcybiskup Thomas D’Souza. 
28 czerwca 2025 papież Leon XIV przeniósł go na urząd arcybiskupa koadiutora kalkuckiego.